# 染井真理
染井 真里（そめい まり）は、日本の元女優である。

## 人物概要
日活ロマンポルノの作品に出演していた経験がある。
1988年にジャパンホームビデオの『ザ・ギニーピッグ マンホールの中の人魚』に人魚役として出演した。
それ以来活動はない。

## 出演

### 映画
- ヴァージンなんか怖くない（1984年）- エリ 役
- 高校教師・失神!（1985年）- 取立ての女 役
- 花と蛇 地獄篇（1985年）- 朱実 役
- ザ・衝撃（1986年）
- ラブ・ゲームは終わらない（1988年）- 椿菜莉花 役

### ビデオ
- ザ・ギニーピッグ マンホールの中の人魚（1988年、ジャパンホームビデオ）- 人魚 役